# René Andrianne
René Andrianne (* 22. Mai 1928; † 23. Januar 2009 in Brüssel) war ein belgischer Romanist und Literaturwissenschaftler, der in Deutschland wirkte.

## Leben
Andrianne studierte bis 1956 Philosophie und Psychoanalyse in Löwen und bei Jacques Lacan in Paris. Von 1956 bis 1969 arbeitete er im Kongo, dann an der Universität Bujumbura (Burundi) und an der Universität Kinshasa (damals Lovanium). 1967 habilitierte er sich an der Katholischen Universität Löwen für das Fach Romanische Philologie über La jeunesse littéraire d’Albert Camus, essai de biographie intérieure (Louvain-la-Neuve 1967). Von 1969 bis 1973 war er Professor in Antwerpen, 1973–1974 Gastprofessor in Constantine (Algerien) und von 1974 bis 1993 ordentlicher Professor an der Universität Mainz.

## Werke
- Ecrire en Belgique. Essai sur les conditions de l'écriture en Belgique francophone, Paris 1983
- Literatur und Gesellschaft im französischsprachigen Belgien, Frankfurt am Main 1984
- (Hrsg. mit Norbert Becker) La Belgique francophone, 2 Bde., Frankfurt am Main 1988
- (Hrsg.) Correspondance Jean Mambrino-Georges Simenon, 1951–1988, Brüssel 1999 (Cahiers Simenon 13)
- (Hrsg.) Sous les feux de la critique, 1925–1945, Brüssel 2000 (Cahiers Simenon 14)
- (Hrsg. mit Lucille Becker) Sous les feux de la critique II, 1945–1955, Brüssel 2001 (Cahiers Simenon 15)